# Rheumaptera rikovskensis
Rheumaptera rikovskensis är en fjärilsart som beskrevs av Matsumura 1925. Rheumaptera rikovskensis ingår i släktet Rheumaptera och familjen mätare. Inga underarter finns listade.